# Liang Chong
Liang Chong, chiń. 梁充 (ur. 29 stycznia 1980 w Kantonie) – chiński szachista, arcymistrz od 2004 roku.

## Kariera szachowa
W 1994, 1996 i 1997 trzykrotnie startował w mistrzostwach świata juniorów, najlepszy wynik osiągając w 1997 w Erywaniu, gdzie na mistrzostwach świata juniorów do lat 18 podzielił IV–VIII miejsce. Reprezentował Chiny na drużynowych mistrzostwach Azji (w drużynie B, Shenyang, 1999, VI m.), szachowej olimpiadzie (Stambuł, 2000, IX m.) oraz drużynowych mistrzostwach świata (Beer Szewa, 2005, srebrny medal).
Normy na tytuł arcymistrza wypełnił w latach 1996 (w Pekinie, turniej S.T. Lee Cup Open), 2001 (w Handanie, turniej strefowy) oraz 2003 (w Tiencinie, drużynowe mistrzostwa Chin). Dwukrotnie uczestniczył w pucharowych turniejach o mistrzostwo świata, w obu przypadkach przegrywając w I rundzie, w 1999 z Goranem Dizdarem, a w 2001 z Aleksandrem Motylowem. W 2008 zajął VII m. w rozegranych w Nowokuźniecku mistrzostwach świata studentów.
Najwyższy wynik rankingowy w karierze osiągnął 1 października 2000; mając 2588 punktów, zajął wówczas 6. miejsce wśród szachistów chińskich.